# Dąbrowa Wielka (Podlachie)
Pour les articles homonymes, voir Dąbrowa Wielka.
Dąbrowa Wielka est un village de Pologne, situé dans la gmina de Czyżew, dans le Powiat de Wysokie Mazowieckie, dans la voïvodie de Podlachie.

## Source
- (en) Cet article est partiellement ou en totalité issu de l’article de Wikipédia en anglais intitulé « Dąbrowa Wielka, Podlaskie Voivodeship » (voir la liste des auteurs).